# Rue Saint-Claude
Rue Saint-Claude je ulice v Paříži v historické čtvrti Marais. Nachází se ve 3. obvodu.

## Poloha
Ulice vede od křižovatky s Boulevard Beaumarchais a končí na křižovatce s Rue de Turenne.

## Historie
Ulice byla oficiálně otevřena v roce 1640. Původně se nazývala Rue Saint-Charles-au-Marais. Svůj současný název získala podle vývěsního štítu bývalého obchodu, který zobrazoval sv. Clauda z Besançonu (607–699). Obdobný název pak získala i Impasse Saint-Claude, která se nachází u domu č. 14.
Podvodník Alessandro Cagliostro si v roce 1785 pronajal první patro paláce, který se nachází v ulici č. 1. Krátce nato byl králem vyhnán, protože byl zapojen do náhrdelníkové aféry.